# 967
967 (CMLXVII) var ett normalår som började en tisdag i den julianska kalendern.

## Händelser

### Okänt datum
- Efter Dubs död efterträds han som kung av Skottland av sin släkting Culen.
- Reizei blir kejsare av Japan.
- Li Yixing blir jiedushi av Dingnan.

## Födda
- Sigrid Storråda, historiskt omtvistad svensk drottning
- Ludvig lättingen, kung av Västfrankiska riket 986–987 (född omkring detta år)
- Boleslav I, hertig av Polen
- Gothelo I, hertig av Lorraine
- Badi' al-Zaman al-Hamadhani, arabisk författare
- Walter av Speyer, tysk poet och biskop
- Abū-Sa'īd Abul-Khayr, persisk sufist
- Khottiga Amoghavarsha, rashtrakutisk krigare
- Vahram Pahlavouni, prins av Bjni
- Berta, prinsessa av Burgund

## Avlidna
- Abu al-Faraj, vetenskapsman
- Muhammad ibn Ilyas, ilyasidsk härskare
- Aleramo di Sanova, markis av Monferrato
- Boleslav I av Böhmen, prins av Böhmen
- Hugh II, lord av huset Lusignan
- Krishna III, rashtrakutisk härskare
- Sayf al-Daula, hamdanidersk emir av Aleppo
- Mu'izz al-Daula, första buyiderske emiren.
- al Isfahani, arabisk historiker och författare
- Kejsar Murakami, japansk kejsare
- Vushmgir, härskare över Ziyarid
- Wichmann den Yngre, saxisk greve
- Matilda av Sachsen, kejsarinna av Tysk-romerska riket
- Leo III, kung av Abchazien
- Hubert av Spoleto, markgreve av Toscana
- Dub, kung av Skottland sedan 962
- Li Cheng, kinesisk målare